# Nito Alves
Nito Alves (Bengo, 1945–1977) va ser un polític d'Angola que va servir com a ministre de l'Interior d'Angola des de la independència, l'11 de novembre de 1975, fins que el president Agostinho Neto va abolir el càrrec l'octubre de 1976. Membre de la línia dura del Moviment Popular per a l'Alliberament d'Angola (MPLA), Alves és més conegut pel seu fallit intent de cop d'estat contra Neto en 1977.
Alves donava suport al fraccionisme, i s'oposava a la política exterior de Neto de no alineament, socialisme evolutiu i multiracialisme. Alves afavoria el reforçament de les relacions amb la Unió Soviètica i defensava la concessió de bases militars soviètiques a Angola. En febrer del 1976 va representar al MPLA en el 25è Congrés del Partit Comunista de la Unió Soviètica.
El 21 de maig de 1977 el MPLA el va expulsar del partit. Ell i els seus seguidors s'escaparen de la presó, alliberant altres partidaris, i van prendre el control de l'emissora de ràdio de Luanda, en un intent de cop. Les forces lleials a Neto recuperaren la ràdio i arrestaren els implicats en el cop. Mentre que els soldats cubans donaven suport Neto en la supressió del cop, Alves demanà suport a la URSS. Els mercenaris britànics tancats a la presó rebutjaren implicar-s'hi.
La base del poder d'Alves era centrat a Malanje. Després del cop fallit el MPLA va desfermar una purga interna per tal d'eliminar el faccionalisme, matant milers de persones.